# Magnago

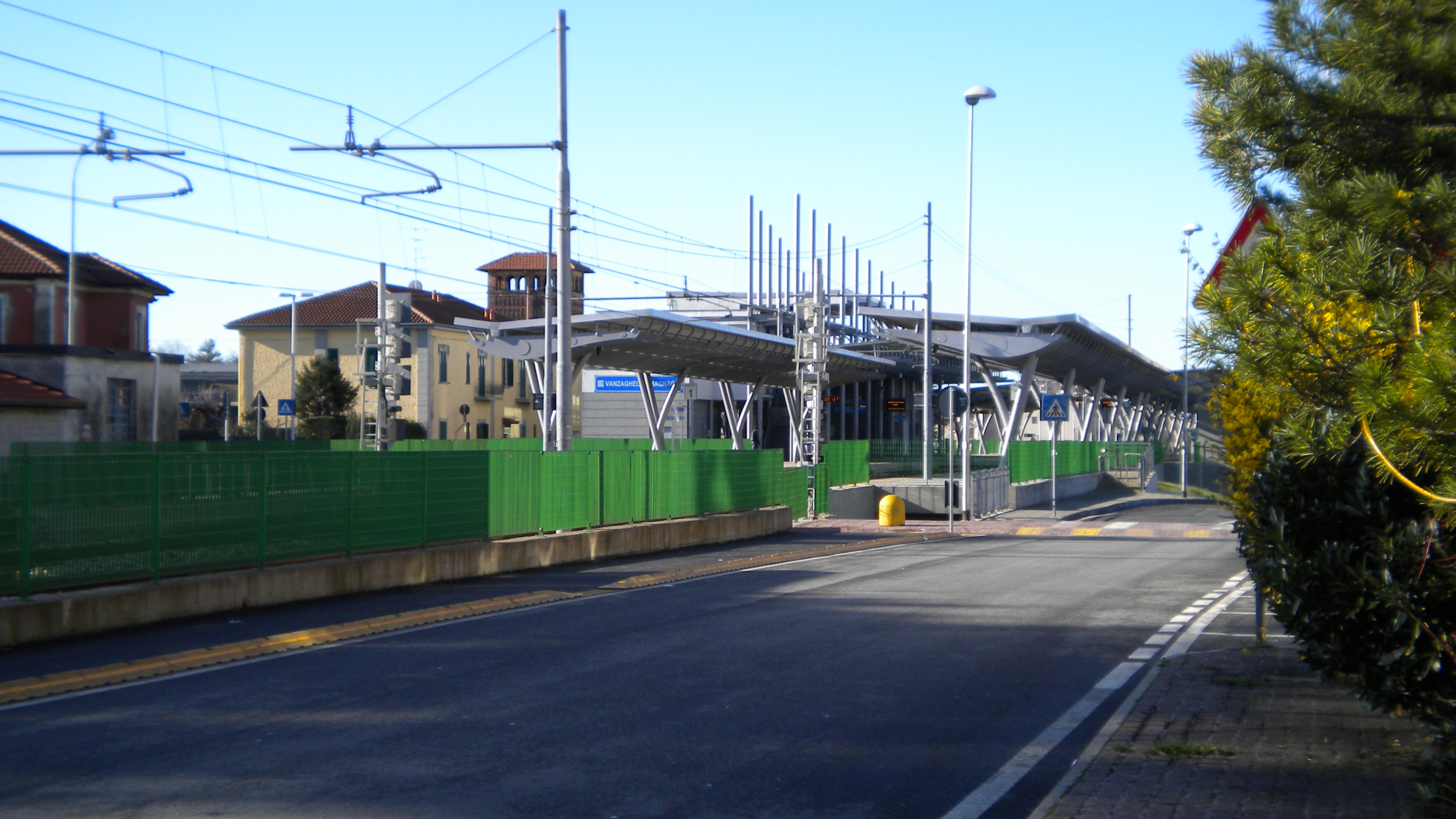
Bahnhof Vanzaghello - Magnago

Magnago ist eine Gemeinde mit 9518 Einwohnern (Stand 31. Dezember 2023) in der Metropolitanstadt Mailand, Region Lombardei. 
Die Nachbarorte von Magnago sind Samarate (VA), Busto Arsizio (VA), Vanzaghello, Dairago, Castano Primo und Buscate.

## Bevölkerungsentwicklung
Magnago zählt 3344 Privathaushalte. Zwischen 1991 und 2001 stieg die Einwohnerzahl von 6922 auf 7811. Dies entspricht einem prozentualen Zuwachs von 12,8 %.